# Sežana
Sežana – miasto w Słowenii, siedziba gminy Sežana. W 2018 roku liczyła 5760 mieszkańców.
Jest położona w południowo-zachodniej części kraju, na płaskowyżu Kras (nieopodal znajduje się jaskinia krasowa Vilenica), przy drodze i linii kolejowej z Lublany do włoskiego Triestu. Miejscowa stacja kolejowa jest stacją graniczną.
Lokalna gospodarka oparta jest na przemyśle chemicznym i spożywczym.
Pierwsza historyczna wzmianka o miejscowości pochodzi z końca XI wieku.